# Turó de la Magarola
El Turó de la Magarola o Turó del Maltall de Magarola és un turó de 430 metres a la intersecció dels termes municipals de Barcelona (Barcelonès) i Cerdanyola del Vallès i Sant Cugat del Vallès (Vallès Occidental), a la serra de Collserola. Al cim hi ha un vèrtex geodèsic.
Des del 1988 s'hi realitza als mesos de setembre i octubre el seguiment de la migració tardoral d'ocells rapinyaires, i al cim s'ha construït una plataforma de fusta, equipada amb plafons informatius, per a allotjar els participants. L'espècie més vista en aquest seguiment és l'aligot vesper (Pernis aviporus), que també ho és en la majoria d'estacions de Catalunya en què es fa un seguiment semblant, seguida del xoriguer (Falco tinnunculus) i l'arpella (Circus aeruginosus).
Pel mateix cim hi passa el sender de gran recorregut GR 92, i a pocs metres el GR 6.
El nom "Magarola" apareix esmentat el 985 com a "Magerova" o "Magarova" referit a un altre lloc prop de Sant Cugat. Posteriorment va ser adoptat per una família burgesa de Barcelona i aplicat a diferents lloc on tenien possessions, començant pel palau Magarola del carrer Portaferrissa.
Aquest cim està inclòs al llistat dels 100 cims de la FEEC amb el nom de Turó de Magarola.